# Reserva natural de Altái
La reserva natural de Altái (en ruso: ru, Altaïski zapovednik) es una reserva natural del Estado situada en la federación de Rusia en las montañas de Siberia meridional. Fue instituida el 7 de octubre de 1967 en los límites de la antigua reserva fundada en 1932 y suprimida en 1951. Forma parte de los territorios administrativos del raión de Turotchak y del raión de Ulagan, dependientes de la república de Altái. Se extiende desde 1981 sobre 881 238 hectáreas, en una longitud noroeste y sudeste de 230 kilómetros y una anchura de 30 a 75 kilómetros.
Los territorios de la reserva natural de Altái y los de la reserva natural de Katun fueron incluidos en 1998 en la lista de Patrimonio de la Humanidad por la Unesco bajo la denominación Montañas doradas de Altái y en 2009 elegidos como Reserva de la biosfera. Es una de las reservas más importantes de Rusia, porque cubre un 9,4% de la superficie total de la república de Altái.